# Orde van Mubarak de Grote
De Orde van Mubarak de Grote werd door Emir Sabah bin Salim al-Sabah van Koeweit in 1974 ingesteld als "hoogste onderscheiding". In 1899 tekende de toenmalige prins, Sheikh Mubarak Al-Sabah,"de Grote" (hij regeerde van 18 mei 1896 tot 28 november 1915) uit het Huis Sabah, een verdrag met de Britten, waarmee Koeweit een Brits protectoraat werd en de Britten op hun beurt de positie van de Sabah erkenden. De orde heeft een gouden keten en een bijbehorende op de linkerborst gedragen ster als insigne.
De keten bestaat uit twintig schakels. De keten is samengesteld uit tien witgeëmailleerde tienpuntige sterren met de Arabische letters "Al Sabah" en tien gouden blauwgeëmailleerde medaillons met daarop een afbeelding van een dhow.
Het kleinood is een valk met op de borst het wapen van Koeweit.
De ster is gelijk aan het kleinood. 

## Decorati
- Mohammed VI van Marokko